# 黃大壎
黃大壎（1861年—1930年），字伯音，號棣齋，江西石城人，江西議會讜言社的主要成員之一。
光緒十五年（1889年），黃大壎中順天鄉試副貢，光緒二十四年（1898年）中進士，同年五月，改翰林院庶吉士。光緒二十九年四月，散館，授翰林院編修。光緒三十年（1904年），出任江西農工商礦局坐辦。稍後赴日本進行考察，回國後先後擔任江西高等學堂監督、江西諮議局副議長、江西通志局協篆等職。